# Naso (Italia)
Naso (Nasu in siciliano) è un comune italiano di 3 355 abitanti della città metropolitana di Messina in Sicilia.
Sorge su un colle nel primo entroterra dei monti Nebrodi a 498 m di quota sul livello del mare. Ha un territorio molto esteso che a Nord si spinge fino al mare occupando circa due chilometri di costa ed ancor più vasto era fino al 1925, anno in cui Capo d'Orlando ottenne l'autonomia da Naso.

## Storia
Le sue origini rasentano il mito visto che la tradizione ci narra che l'antica Agatirno si ergeva in questo sito grazie alla fondazione attuata da uno dei figli del re dei venti Eolo, Agatirso, nel 1218 a.C.
Nel 1094, in epoca normanna, sono assegnate la metà delle proprietà e delle rendite dei terreni del feudo all'Abbazia di San Bartolomeo di Lipari. La restante parte è ripartita con il cavaliere normanno Goffredo di Garres e discendenti.
Più accreditata è la fondazione bassomedievale della città, nonché il passaggio sotto il dominio di feudatari tra cui ricordiamo i Ventimiglia: in effetti, la baronia di Naso fu elevata a Contea proprio sotto la signoria di Carlo Ventimiglia. Per la sua importanza dell'epoca, ricevette l'appellativo di Città. Naso è inoltre famosa per aver dato i natali a san Cono, patrono, oltre che di Naso, del paese omonimo del calatino. Altra importante figura nata nel centro nebroideo è quella di Francesco Lo Sardo, dirigente dei Fasci siciliani e fondatore del Partito Comunista Italiano a Messina e provincia, poi parlamentare aventiniano e leader siciliano dell'antifascismo, morto nelle carceri fasciste nel 1931.

## Monumenti e luoghi d'interesse

### Architetture religiose
Chiesa Madre dei Santi Apostoli Filippo e Giacomo
Fu costruita nel XVII sec. in stile barocco è suddivisa in tre navate. Al suo interno essa presenta, la cinquecentesca statua marmorea raffigurante l'Assunta e gli Angeli opera di Vincenzo Gagini, un seicentesco crocifisso ligneo, una statua marmorea raffigurante la Madonna col Bambino, la statua marmorea raffigurante santa Caterina da Siena, un ottocentesco gruppo marmoreo riguardante l'Annunciazione e la Cappella del Santissimo Rosario, costruita nel 1615, proveniente dalla chiesa di San Pietro dei Latini, demolita nel 1932.
Chiesa SS. Salvatore
Costruita nel XIV secolo, si distingue per il suo splendido prospetto barocco, il sagrato in cotto nasitano e due campanili gemelli che si ergono a fianco del sagrato con la loro forma incompiuta. Suddivisa in tre navate, quella centrale è sostenuta da dodici colonne di pregiato marmo di Belliemi. Al suo interno si trovano varie opere d'arte a partire dalla seicentesca tela raffigurante San Girolamo nel deserto ed un quattrocentesco Trittico riguardante la Vergine col Bambino, l’effigie di San Giuseppe e San Gregorio Papa. Di pregevole fattura è la cappella in marmi mischi della Madonna di Porto Salvo.
Tempio di San Cono
Realizzato in puro stile cinquecentesco rappresenterà il luogo sacro per eccellenza per tutti gli abitanti della città. Di pregevole fattura architettonica, è il campanile annesso, l'unica struttura dell'edificio, di epoca quattrocentesca. All'interno del tempio si ammirano alcuni dipinti del '600. L'edificio si articola su una preesistente chiesa a croce latina, composta da quattro altari, uno di questi ambienti ospita la Cappella delle reliquie del Santo Patrono. La cappella è ricca di marmi pregiati, stucchi e dipinti raffiguranti i prodigi effettuati dal Santo, autentico capolavoro del barocco siciliano.
Chiesa di Santa Maria del Gesù
Edificata insieme al convento dell'Ordine dei frati minori osservanti. Del complesso d'origine quattrocentesca attualmente rimangono parte delle mura del convento, un'ala del chiostro e la chiesa, meglio conservata, che presenta il monumento gotico-rinascimentale di Artale Cardona, rappresentato da quattro statue raffiguranti le Virtù Cardinali, autore Domenico Gagini e la sua bottega (1477).

### Aree naturali
Rocca d'Almo
Magnifica borgata rurale del Comune di Naso raggiungibile dalla strada di collegamento tra la frazione Sant’Antonio e la località Due Fiumare.  Nel borgo, ormai abbandonato, Conone Navacita, San Cono, ebbe i mistici colloqui con Dio. Il borgo fu costruito attorno all'eremo di San Cono.

## Società

### Evoluzione demografica
Abitanti censiti

## Cultura

### Istruzione

#### Musei
- Museo d'Arte Sacra, realizzato nella cripta del Tempio di San Cono.

### Teatro
Teatro Vittorio Alfieri
Il teatro, dedicato allo scrittore Vittorio Alfieri, venne realizzato in stile neoclassico nel 1885 dopo diversi anni di lavori, nel posto una volta occupato dal castello di Naso, distrutto dal terremoto del 1786. Il teatro subì importanti restauri dopo il terremoto del 1908 e rimase poco utilizzato con ripetute chiusure per restauri fino alla fine del novecento. Riaperto nel 2017 ospita opere di prosa e piccoli concerti di musica classica.

## Amministrazione
Di seguito è presentata una tabella relativa alle amministrazioni che si sono succedute in questo comune.
| Periodo          | Periodo           | Primo cittadino    | Partito                                       | Carica              | Note  |
| ---------------- | ----------------- | ------------------ | --------------------------------------------- | ------------------- | ----- |
| 16 aprile 1988   | 23 settembre 1991 | Francesco Bontempo | Democrazia Cristiana                          | Sindaco             | [ 8 ] |
| 2 ottobre 1991   | 17 dicembre 1992  | Renato Conforto    | Democrazia Cristiana                          | Sindaco             | [ 8 ] |
| 31 luglio 1993   | 22 novembre 1993  | Santi Sturniolo    |                                               | Comm. straordinario | [ 8 ] |
| 7 dicembre 1993  | 1º dicembre 1997  | Antonino Pizzo     | Movimento Sociale Italiano - Destra Nazionale | Sindaco             | [ 8 ] |
| 1º dicembre 1997 | 28 maggio 2002    | Salvatore Caliò    | lista civica                                  | Sindaco             | [ 8 ] |
| 28 maggio 2002   | 17 febbraio 2010  | Vittorio Emanuele  | lista civica                                  | Sindaco             | [ 8 ] |
| 17 febbraio 2010 | 1º giugno 2010    | Antonino Garofalo  |                                               | Comm. straordinario | [ 8 ] |
| 1º giugno 2010   | 7 ottobre 2020    | Daniele Letizia    | lista civica                                  | Sindaco             | [ 8 ] |
| 7 ottobre 2020   | in carica         | Gaetano Nanì       | lista civica                                  | Sindaco             | [ 8 ] |

### Gemellaggi
- Conversano[senza fonte]

### Altre informazioni amministrative
Il comune di Naso fa parte delle seguenti organizzazioni sovracomunali: regione agraria n.8 (Colline litoranee di Patti).